# Bacará (película de 1955)
Bacará es una película en blanco y negro de Argentina dirigida por Kurt Land sobre el guion de Emilio Villalba Welsh que se estrenó el 17 de noviembre de 1955 y que tuvo como protagonistas a Ana Mariscal, Jorge Rivier, Nathán Pinzón y Maruja Montes.

## Sinopsis
La adicción al juego de la mujer de un pianista imposibilitado de tocar compromete su vida familiar.

## Reparto
- Ana Mariscal …Lucía
- Jorge Rivier …Alberto Debreil
- Nathán Pinzón …Julián
- Maruja Montes …Yvonne
- Mario Lozano …Gastón
- Alberto Berco …Santiago Olivera
- Susana Campos …Marta
- Julio Bianquet …Genovés
- Jesús Pampín …Médico
- Warly Ceriani …Salías
- Leyla Dartel
- Miguel Ángel Olmos
- Miguel Ángel Valera
- A. Nenna False
- Elina Montiel …Felisa
- Carlos del Mar
- Sixto Claps
- Antonio de Raco …Doblaje de Jorge Rivier tocando el piano

## Comentarios
La revista Set opinó:

”Un libro desvaído de aleccionadora moraleja… tiene suspenso y buenos efectos.”

Crítica dijo del filme en su crónica:

”Falta convicción al drama y convicción a los personajes.”